# Chu Quý
Chu Quý, tên hiệu Hạn Địa Hốt Luật (tiếng Trung: 旱地忽律), là một nhân vật hư cấu trong tiểu thuyết cổ điển Trung Quốc Thủy hử. Ông là một trong 72 Địa Sát Tinh của 108 anh hùng Lương Sơn Bạc.

## Xuất thân
Trong tác phẩm Chu Quý được mô tả là một người cao lớn, gò má cao và râu vàng. Ban đầu ông là một thương nhân. Sau một vụ thua lỗ lớn ông gia nhập Lương Sơn Bạc làm nghề cướp của kiếm sống. Chu Quý là một trong những đầu lĩnh sáng lập trên Lương Sơn, cùng với Vương Luân, Đỗ Thiên và Tống Vạn. Ông rất nhanh nhẹn và có khả năng trà trộn tốt nên có tài do thám và làm gián điệp. Ngoại hiệu của ông có nghĩa là Cá sấu trên cạn.

## Tại Lương Sơn
Khi cùng đường, Lâm Xung phải trốn lên Lương Sơn Bạc theo lời giới thiệu của Sài Tiến. Ông dừng chân ở một tửu điếm gần Lương Sơn và bị Chu Quý phát hiện ra. Chu Quý được Vương Luân, chủ sơn trại lúc đó, phái xuống mở tửu điếm để do thám và đánh thuốc mê, cướp tài sản nếu có cơ hội.
Khi Tiều Cái và sáu người bạn đào tẩu lên Lương Sơn sau vụ cướp kim ngân làm quà sinh nhật của Lương Trung Thư bị bại lộ, Vương Luân không muốn dung họ nên từ chối. Lâm Xung ghét tính cách hẹp hòi của Vương Luân và được Ngô Dụng khích nên đã giết chết Vương Luân. Tiều Cái trở thành chủ sơn trại. Ông tiếp nhận những đầu lĩnh cũ của Vương Luân; trong đó có Chu Quý. Chu Quý tiếp tục trông coi tửu quán ở Lương Sơn.

## Sau khi chiêu an và qua đời
Khi phân định ngôi thứ, Chu Quý là đầu lĩnh chuyên việc do thám và quản lý tửu điếm phía nam của Lương Sơn. Sau khi nhận chiêu an, ông cùng Tống Công Minh và các đầu lĩnh khác tham gia nhiều chiến dịch đánh dẹp quân Liêu và các lực lượng khác chống đối triều đình nhà Tống. Trong chiến dịch đánh Phương Lạp, ông ngã bệnh tại thành Hàng Châu và qua đời trước khi đánh bại Phương Lạp. Ông được hoàng đế truy tặng danh hiệu Tiết nghĩa lang.